# Gar Samuelson
Gar Samuelson (18. februar 1958 i Dunkirk i New York – 14. juli 1999 i Orange City i Florida) var en amerikansk trommeslager.
Samuelson var trommeslager i thrash metal-bandet Megadeth mellem 1983 og 1987. Han medvirkede på albummet Killing Is My Business... And Business Is Good! (1985) og Peace Sells... But Who's Buying? (1986). Han var også manden som skabte Megadeths maskot Vic Rattlehead. I 1990'erne udgav han to album med gruppen Fatal Opera.
Nyudgivelsen af Megadeths debutalbum er dedikeret til ham.